# اچ‌ام‌اس ولاند (۱۹۰۴)

{{Infobox ship characteristics
اچ‌ام‌اس ولاند (۱۹۰۴) (به انگلیسی: HMS Welland (1904)) یک کشتی بود که طول آن ۲۳۱ فوت ۴ اینچ (۷۰٫۵۱ متر) Length overall بود. این کشتی در سال ۱۹۰۴ (میلادی)|۱۹۰۴]] ساخته شد.